# Шадрино (озеро)
Шадрино — озеро пойменного происхождения в Верхнеландеховском районе Ивановской области, расположено на реке Лух на высоте 94,8 метра над уровнем моря. Длина озера составляет 1100 м, ширина — 1065 м, площадь равна 1 км². Имеет низкие, песчаные в западной части и заболоченные в восточной, берега. Глубины небольшие, в межень 2016 года не превышали 50 см. Озеро активно мельчает, его глубина за 60 лет уменьшилась с 3 метров до 50-70 сантиметров. К востоку от озера находится деревня Гоголи.
Озеро труднодоступно, до него можно добраться либо по воде от Мыта, либо пешком от деревни Гоголи.

## Фауна
В озере обитают карась, вьюн, верхоплавка, окунь и плотва.

## Флора

### Растительность береговой зоны
Берега озера поросли лесом, преимущественно лиственным. Наиболее часто встречающиеся виды — ольха чёрная, берёзы повислая и белая, осина; местами присутствуют вяз и ель. Из кустарников распространены крушина ломкая и разные виды ив (прутовидная, пепельная, трёхтычинковая и другие).
Березняки характерны для восточного берега озера, черноольховники — для южного, вяз встречается на востоке, а ель — на севере.
Прибрежные луга в основном злаковые, с преобладанием белоуса, тимофеевки, полевицы, мятлика, канареечника.

### Прибрежная растительность
Прибрежная растительность представлена осоками (водяной, ложноснытевой, острой, пузырчатой), тростником, сабельником, рогозом, поручейником и камышом. Акватория активно зарастает камышом озёрным, ежеголовником прямым и другими видами.

### Водная растительность
Доминирующие виды — водокрас лягушачий, кубышка жёлтая, ряска малая, телорез, роголистник погружённый и несколько видов рдестов.

## Озеро как объект охраны
Озеро получило статус особо охраняемой природной территории в 1965 году, первым в Ивановской области.

## Редкие виды
На землях ООПТ «Озеро Шадрино» произрастают популяции занесённого в областную Красную книгу крестовника татарского, а также включённых в дополнительный список к Красной книге гвоздики пышной, ивы филиколистной, ириса ложноаирового, ландыша майского, лютика длиннолистного и подмаренника трёхнадрезного.

## Озеро в истории
В окрестностях озера расположены несколько древних стоянок и селений, датируемых временем от неолита до XVII века.

## Данные водного реестра
По данным государственного водного реестра России относится к Окскому бассейновому округу, водохозяйственный участок реки — Клязьма от города Ковров и до устья, без реки Уводь, речной подбассейн реки — бассейны притоков Оки от Мокши до впадения в Волгу. Речной бассейн реки — Ока.
Код объекта в государственном водном реестре — 09010301111110000007466.